# Algonquin State Forest
Algonquin State Forest ist ein State Forest im US-Bundesstaat Connecticut auf dem Gebiet der Gemeinden Colebrook und Winchester. Der Staatswald wurde 1937 mit 92 acre (37 ha) eingerichtet und wuchs vor allem durch Schenkungen auf 2545 acre (1030 ha) an. Er erstreckt sich im Gemeindegebiet auf verschiedene Parzellen.

## Geographie
Der Algonquin State Forest gehört zu einer ganzen Reihe von Schutzgebieten an der nördlichen Grenze von Connecticut. Das Gebiet gehört mit dem Sandy Brook zum Einzugsgebiet des Farmington River. Der Park selbst liegt im gebirgigen Hinterland von Torrington. Er erstreckt sich in etwa im Halbkreis nach Westen vom nordöstlich gelegenen Colebrook River Lake zum Flusstal des Sandy Brook, das sich nach Süden erstreckt. Rechte Zuflüsse des Sandy Brook von Süden sind Center Brook und Wright Brook. Die höchste Erhebung des Parks steigt auf 427 m (1400 ft) an.
In direktem Bezug zum Park liegt weiter östlich das Charles Arnold Recreation Area am Eno Hill und weiter nach Osten der Tunxis State Forest.

## Freizeitaktivitäten
Der Wald bietet Möglichkeiten zum Wandern, Jagen und Geocachen.